# Juncus edgariae
Juncus edgariae är en tågväxtart som beskrevs av Lawrence Alexander Sidney Johnson och Karen Louise Wilson. Juncus edgariae ingår i släktet tåg, och familjen tågväxter. Inga underarter finns listade i Catalogue of Life.